# Eleda Stadion
L'Eleda Stadion est un stade de football inauguré en 2009 à Malmö, dans le quartier du Stade, entre la Rue du Stade et le vieux Malmö Stadion. Ce stade a accueilli la finale du championnat d'Europe Espoir 2009 entre l'Allemagne et l'Angleterre le 29 juin 2009.
Le premier but inscrit dans cette enceinte est l'œuvre de Labinot Harbuzi le 13 avril 2009 lors du match d'inauguration face à Örgryte IS (victoire 3-0 des locaux).

## Nom du Stade
Le 12 juillet 2007, la direction de Malmö FF annonce que les droits du nom du stade ont été vendus à Swedbank et Sparbanksstiftelse Scanie, qui s'engagent à payer au moins 5 millions de SEK par an pendant 10 ans. En contrepartie, le stade portera le nom de Swedbank Stadion. Swedbank prête également 300 millions de couronnes pour la construction du stade.
Pendant le championnat d'Europe Espoir 2009, le stade a été le terrain de quelques bouleversements : il a notamment été renommé Malmö New Stadium, le temps de l'événement et les places debout converties en places assises durant la compétition

Le contrat de sponsoring « Swedbank Stadion » ayant pris fin en 2017, le nouveau nom du stade devint Stadion en 2018. 
En 2019, le stade est renommé Eleda Stadion.

## Économie et administration
Le Swedbank Stadion est la propriété partagée de Peab AB (50 %), Erling Pålsson Teknik & Fastighets AB (25 %), et Malmö FF (25 %). Toutefois, c'est Malmö FF via sa filiale MFF Event AB (détenue à 100 % par le club) qui assure la gestion et la location du stade. Le coût estimé de la construction est d'environ 695 millions de couronnes.

## Structure et aménagements

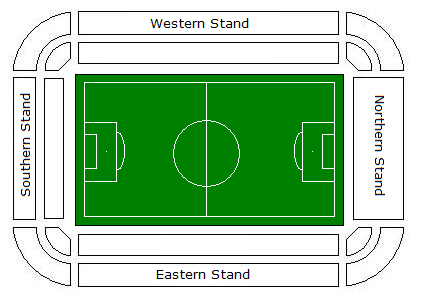
Plan du stade.

Le Swedbank Stadion a une capacité de 24 000 places réparties sur 4 tribunes. Les tribunes Sydsvenskan, PEAB et E-on sont divisées en 2 niveaux alors que la tribune Falcon est d'un seul tenant. Le niveau inférieur peut contenir 10 000 spectateurs contre 8 000 pour le niveau supérieur. La tribune Falcon a elle une capacité de 6 000 personnes debout. Lors des rencontres internationales, cette capacité est réduite à 3 000 places, toutes assises.
La tribune Falcon accueille les supporters les Ultras du club et la majeure partie des abonnés. La tribune dispose de bars répartis dans différents points ainsi que de 100 places pour les personnes en fauteuil roulant et autant pour leurs accompagnateurs. La tribune abrite également une salle de conférence avec vue sur le terrain, un restaurant (le Restaurang 1910) pouvant accueillir 2 000 convives, une salle de sport gérée par Friskis & Svettis, la boutique du club de Malmö et un bar à thème (orienté sport) avec une capacité de 250 places géré par O'Learys sur la face extérieur de la tribune.
Les tribunes PEAB et Sydsvenskan disposent de 54 loges VIP, soit plus que dans n'importe quel autre stade de football suédois (pour ce qui est des stades multi usage, il s'agit du deuxième plus grand nombre, derrière la Malmö Arena qui en compte 72). Ces deux tribunes comptent également 2 000 fauteuils VIP (Club seating (en)) dans leur partie supérieure. Ces fauteuils offrent un plus grand confort que les assises normales, leur propriétaires se voyant également offrir un repas à la mi-temps et des encas au "Restaurang 1910". L'espace réservé à la presse se trouve dans la tribune Sydsvenskan et comprend en outre une large salle de presse dans sa partie intérieure. On trouve aussi dans cette tribune une loge présidentielle capable d'accueillir jusqu'à 60 personnes.
La partie inférieure de la tribune E-on est réservée aux supporters des équipes visiteuses avec en majorité des places assises. Cette partie peut toutefois être ajustée en fonction du nombre de supporters visiteurs attendus.
Il y a en tout 24 points de vente dans les couloirs situés derrière les tribunes offrant plusieurs possibilités d'encas, de repas légers et de boissons. Le stade dispose aussi d'une salle d'exposition, de 330 toilettes pour hommes, 120 pour femmes et 6 pour personnes à mobilité réduite.

## Autres usages
Le 11 avril 2011, le stade s'est transformé en salle de concert pour accueillir le groupe de ska suédois, Hoffmaestro & Chraa.

## Faits marquants
Le stade s'est vu attribuer le prix de la construction en acier 2009 par l'Institut de la Construction en Acier.

## Records d'affluences
- Allsvenskan :
  - Malmö FF - Mjällby AIF 2-0 : 24 148 (7 novembre 2010)
- Rencontre internationale :
  - Suède - Saint-Marin 6-0 : 21 083 (Éliminatoires de l'Euro 2012 : 7 septembre 2010)

## Transports

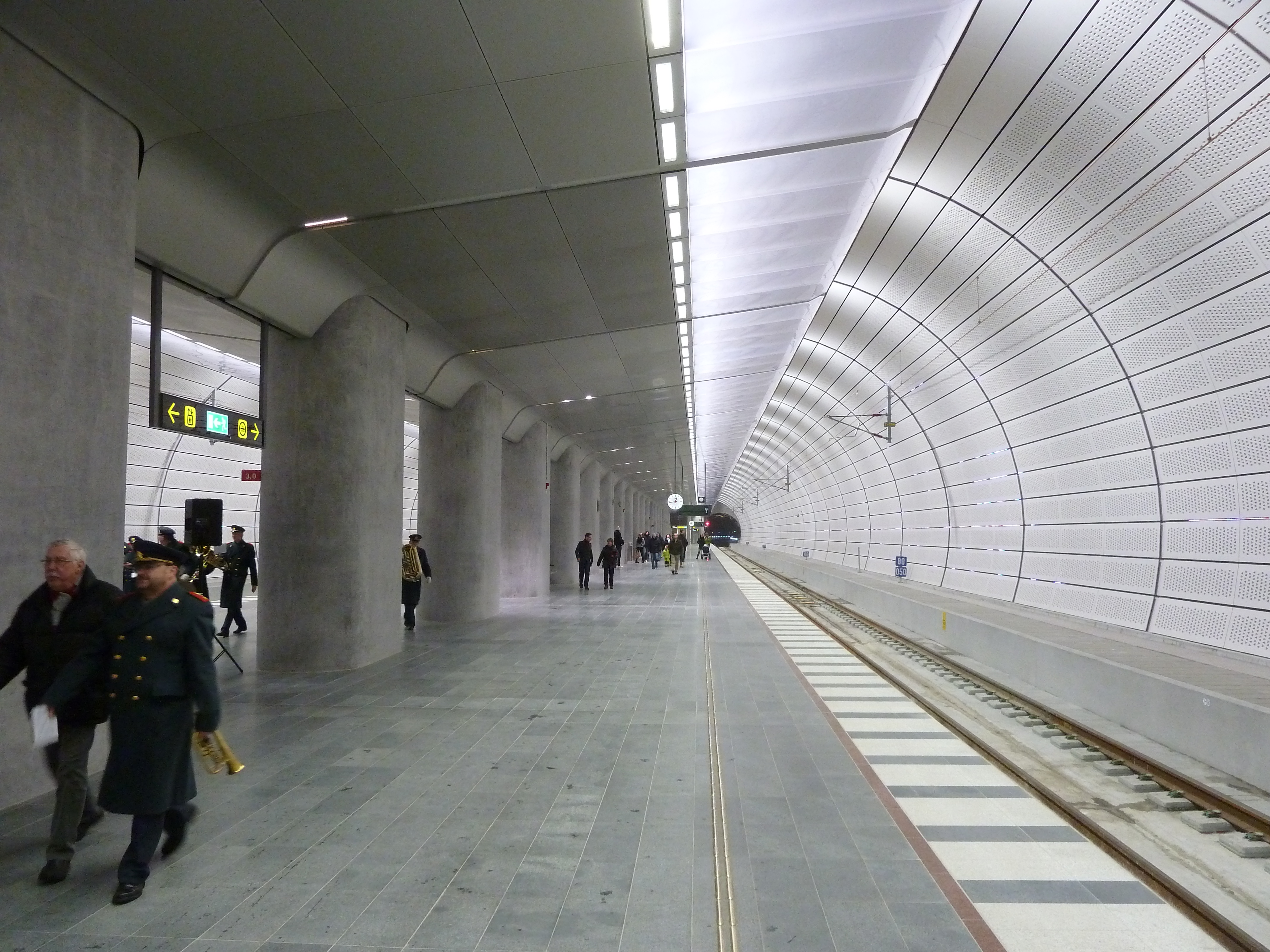
Triangeln, la gare la plus proche du Swedbank Stadion.

Le Swedbank Stadion est actuellement desservi par les lignes de bus numéro 3, ainsi que par les lignes 5, 6 et 34 qui s'arrêtent toutes à proximité du stade. Les jours de matchs, l'entreprise de gestion des transports de la région (Skånetrafiken) met aussi en place des navettes spéciales marquées ligne 84 et partant de différents points de la ville.
Le stade étant situé en pleine ville, les places de parking sont rares, ce qui ne pose pas de problème particulier en semaine mais devient rédhibitoire les jours de match. Le parking le plus proche du Swedbank Stadion est "P-huset Stadion", qui compte 440 places de stationnement et a été construit pour les usagers du stade. Ouvert en septembre 2009, il se trouve à proximité des terrains d'entraînement du club et n'est distant du stade que de 100 m.
Le stade se trouve également à proximité de la gare souterraine de Triangeln, qui a été inaugurée le 4 décembre 2010 à l'occasion de l'ouverture du City Tunnel, une voie de chemin de fer reliant la gare centrale de Malmö à la ligne de l'Öresund.

## Photos

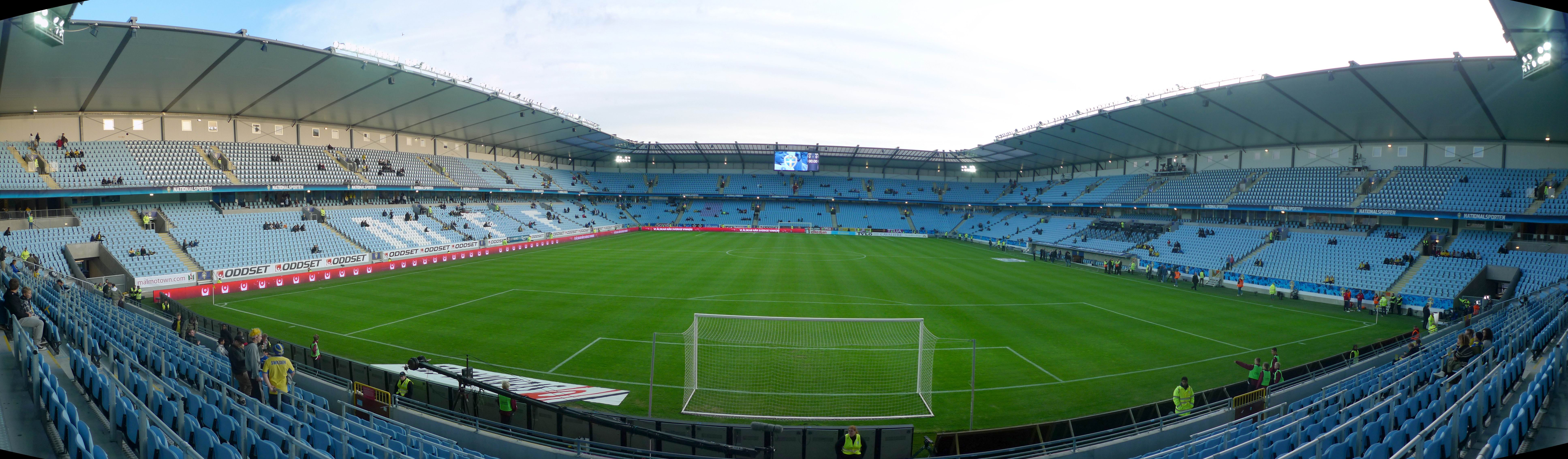
Panorama de l'intérieur du stade depuis la tribune Falcon.

Evolution du chantier
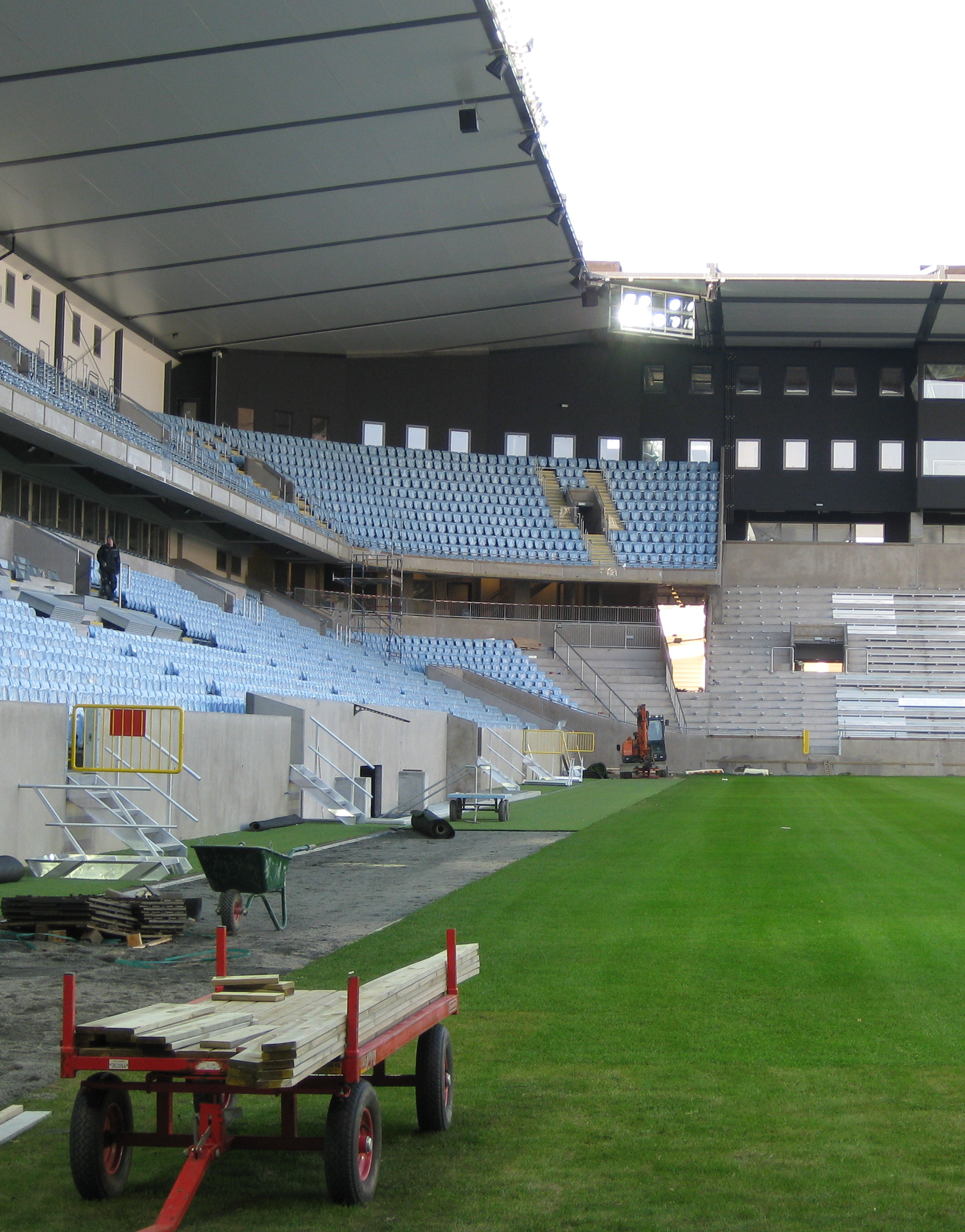
Tribunes Sydsvenskan/Falcon du Swedbank Stadion, mars 2009
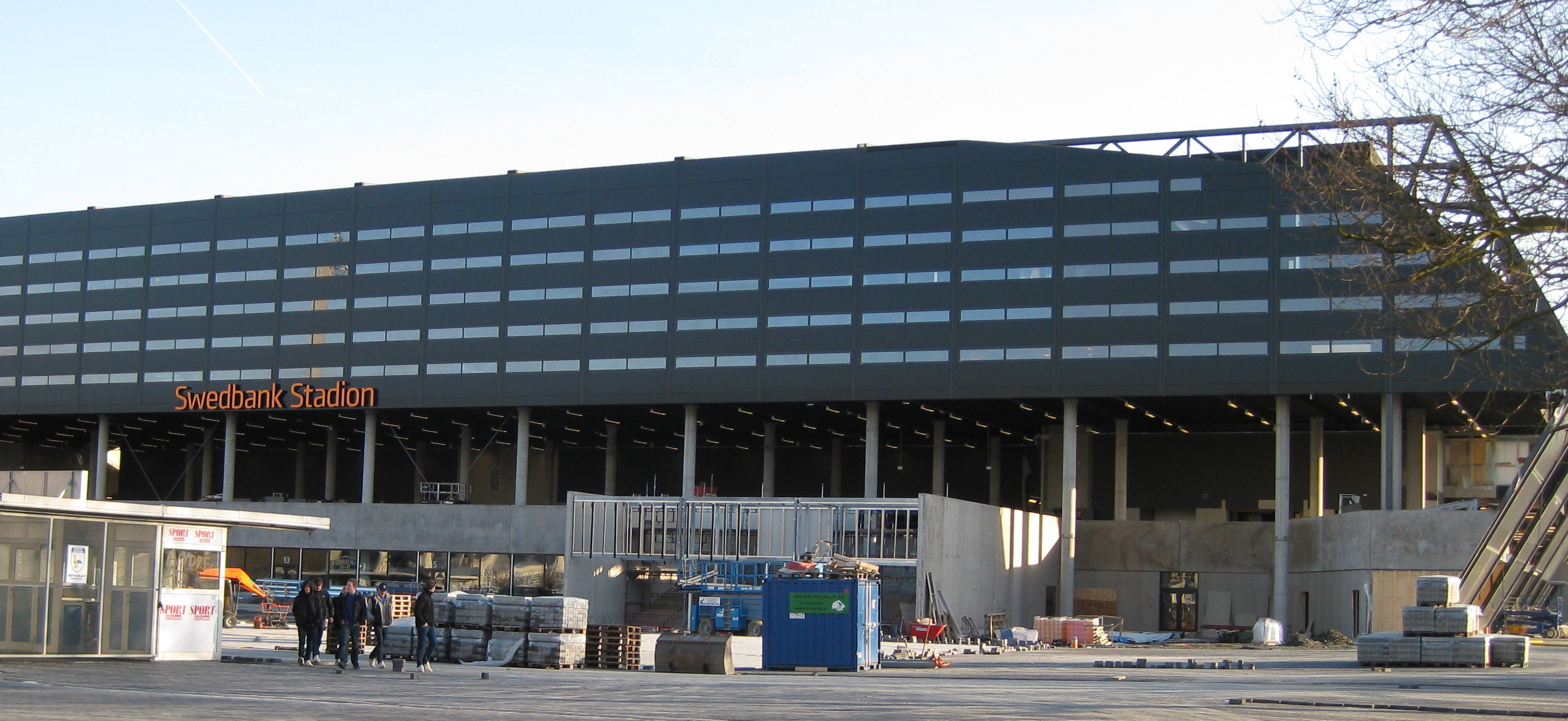
Entré principale (côté tribune Falcon), Mars 2009
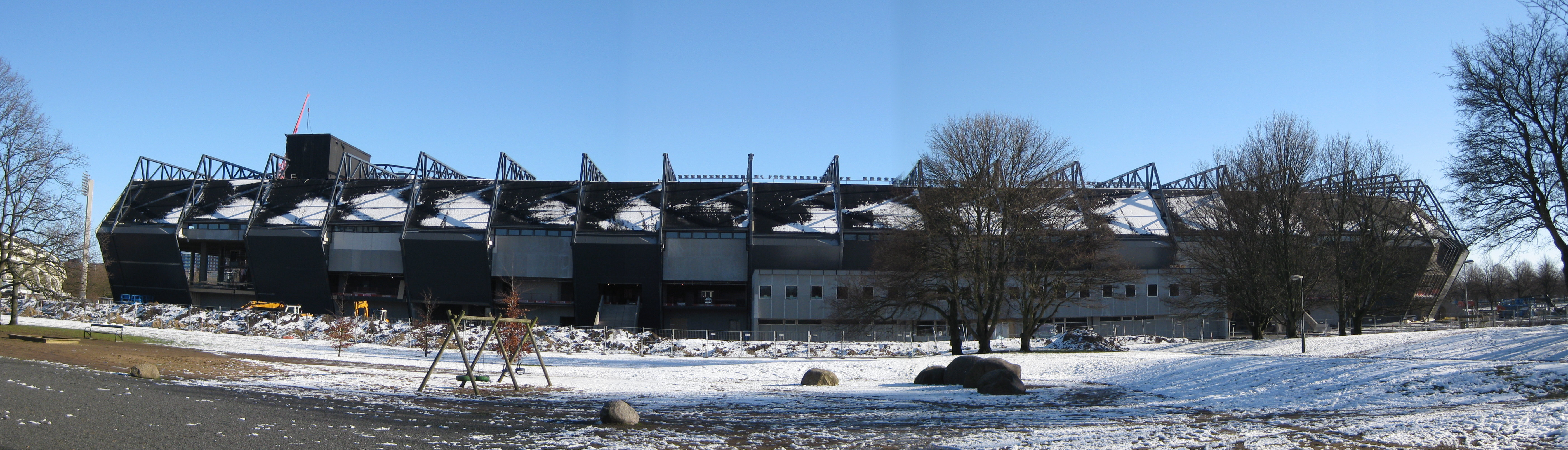
Tribune Sydsvenskan, février 2009
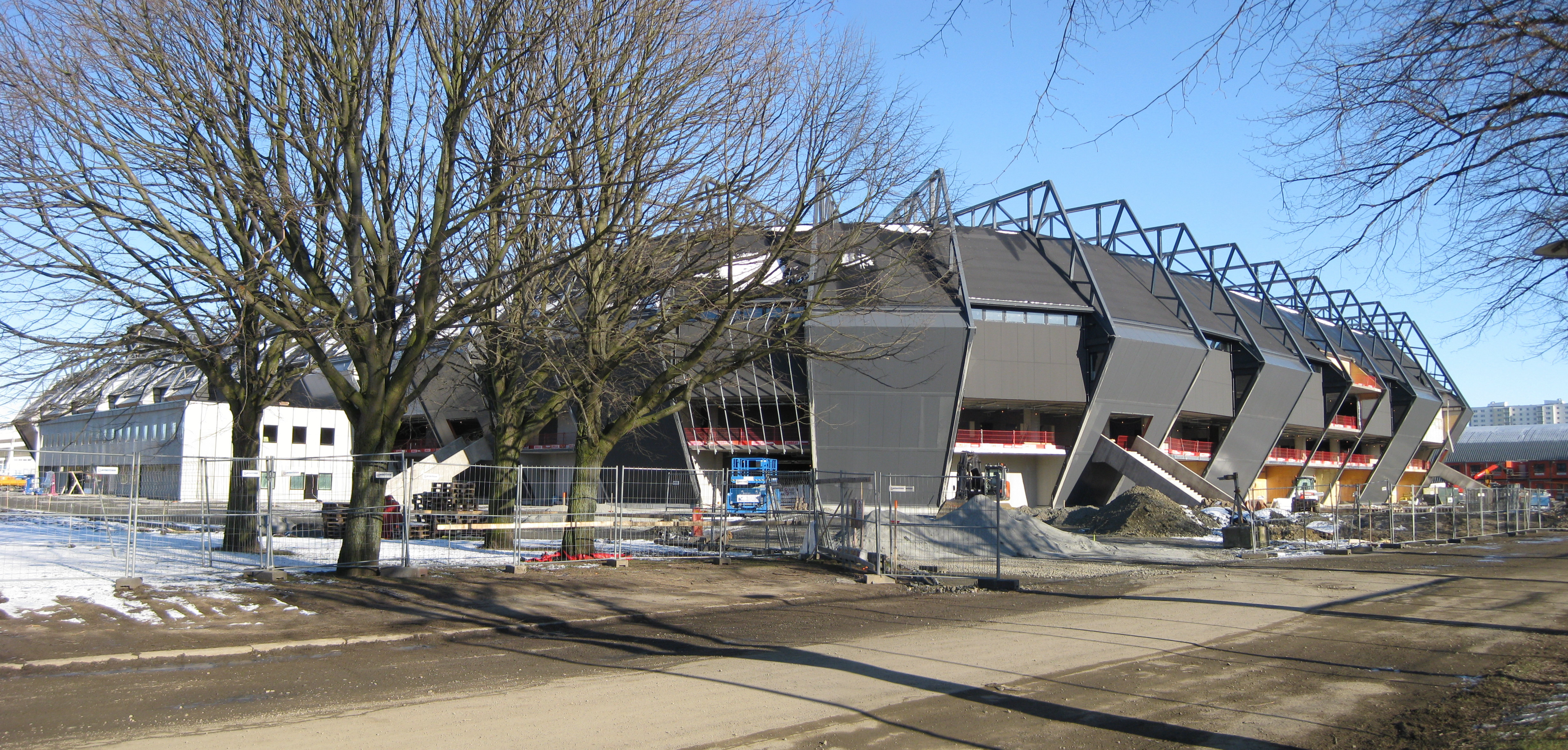
Tribune E-On, février 2009
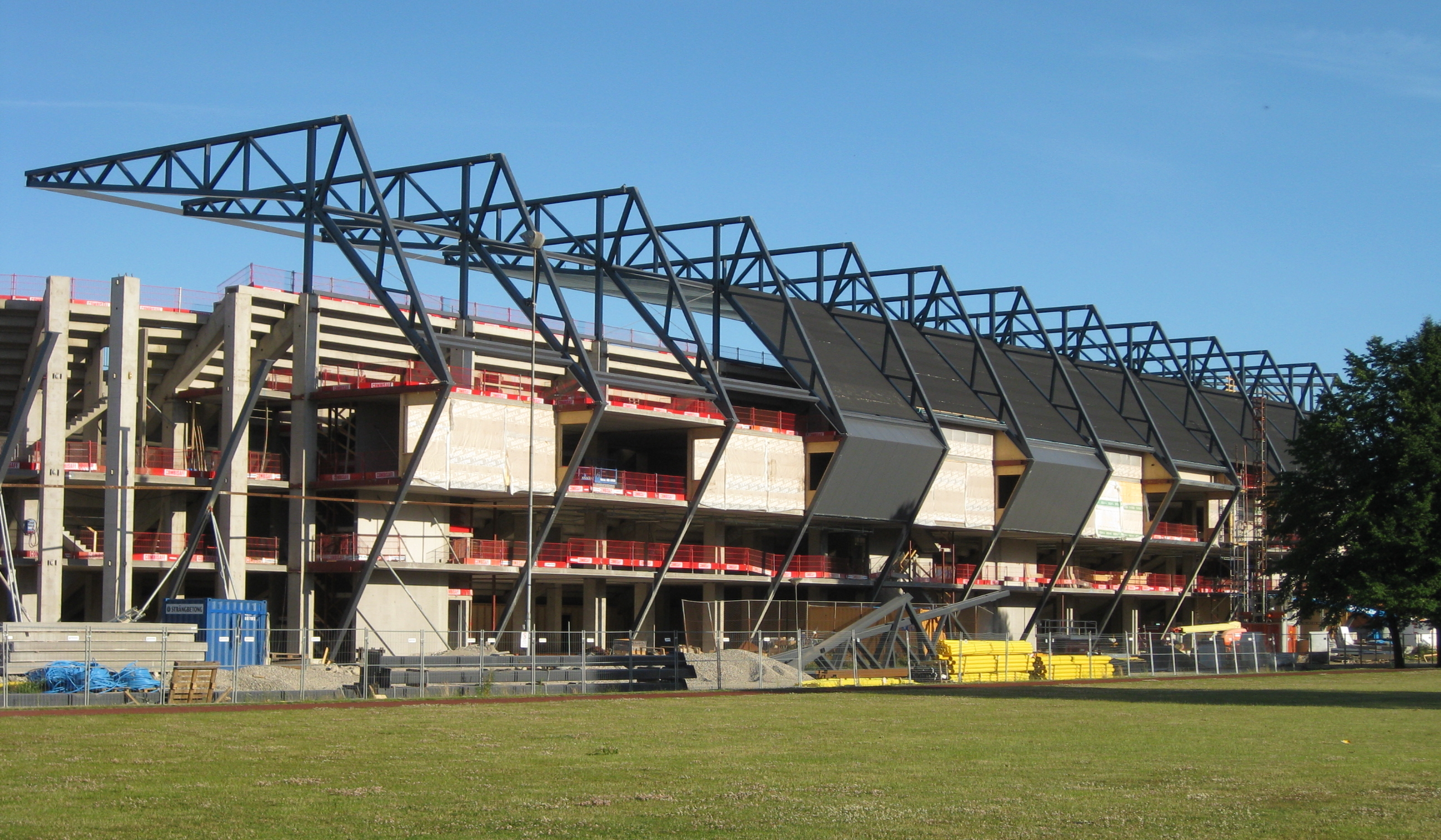
juillet 2008
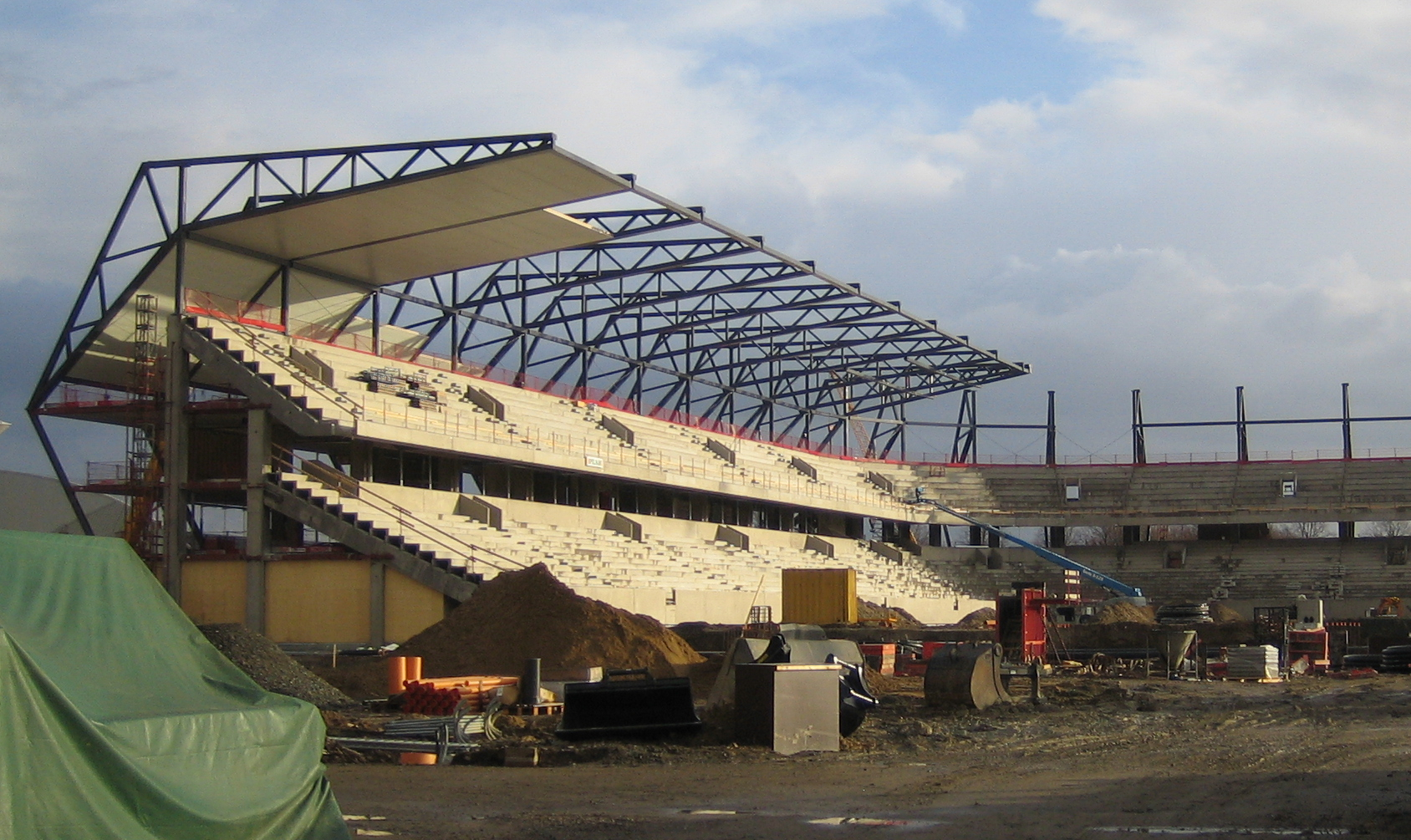
Tribune PEAB et E-On, mars 2008
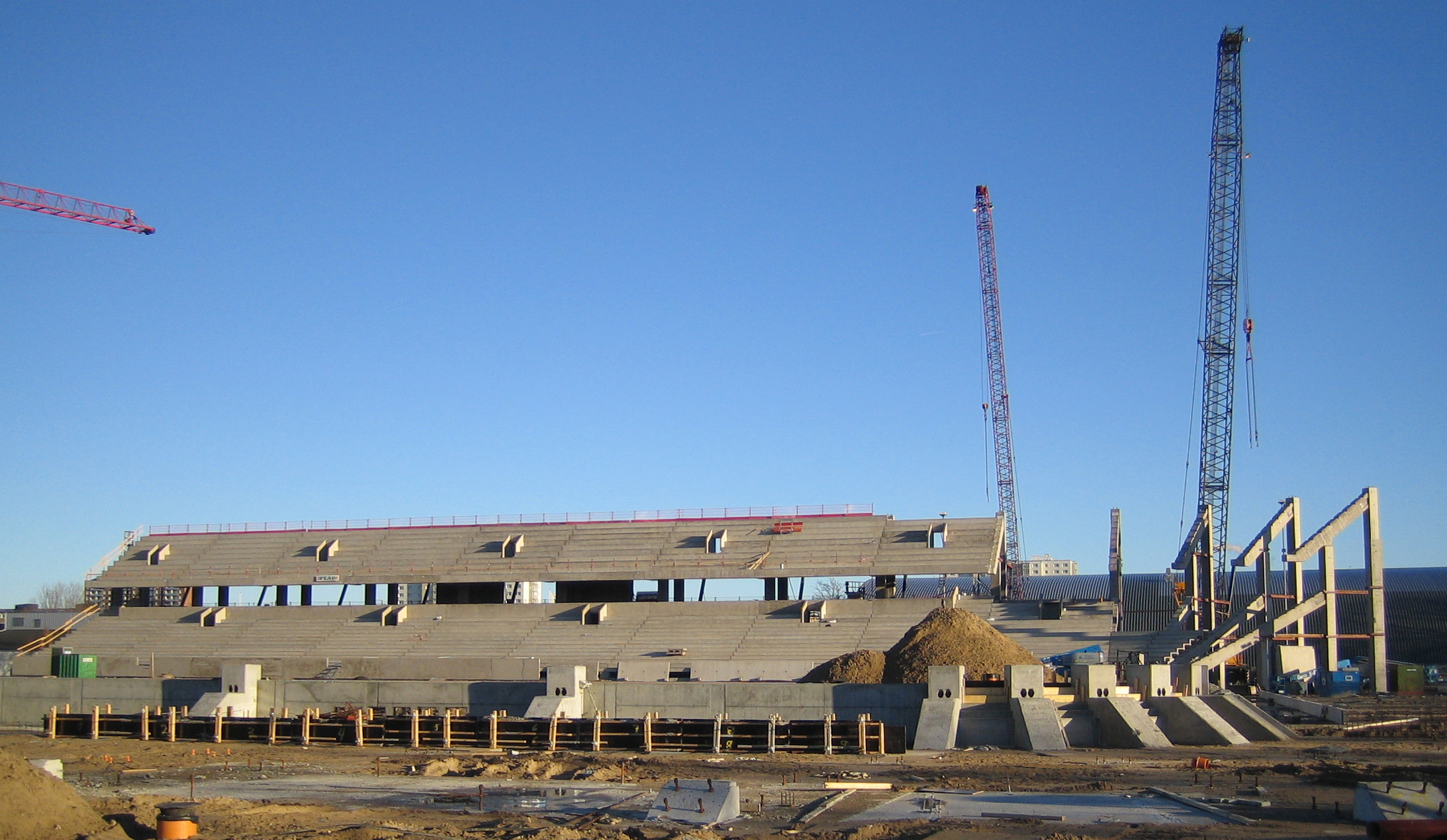
Tribune PEAB, janvier 2008
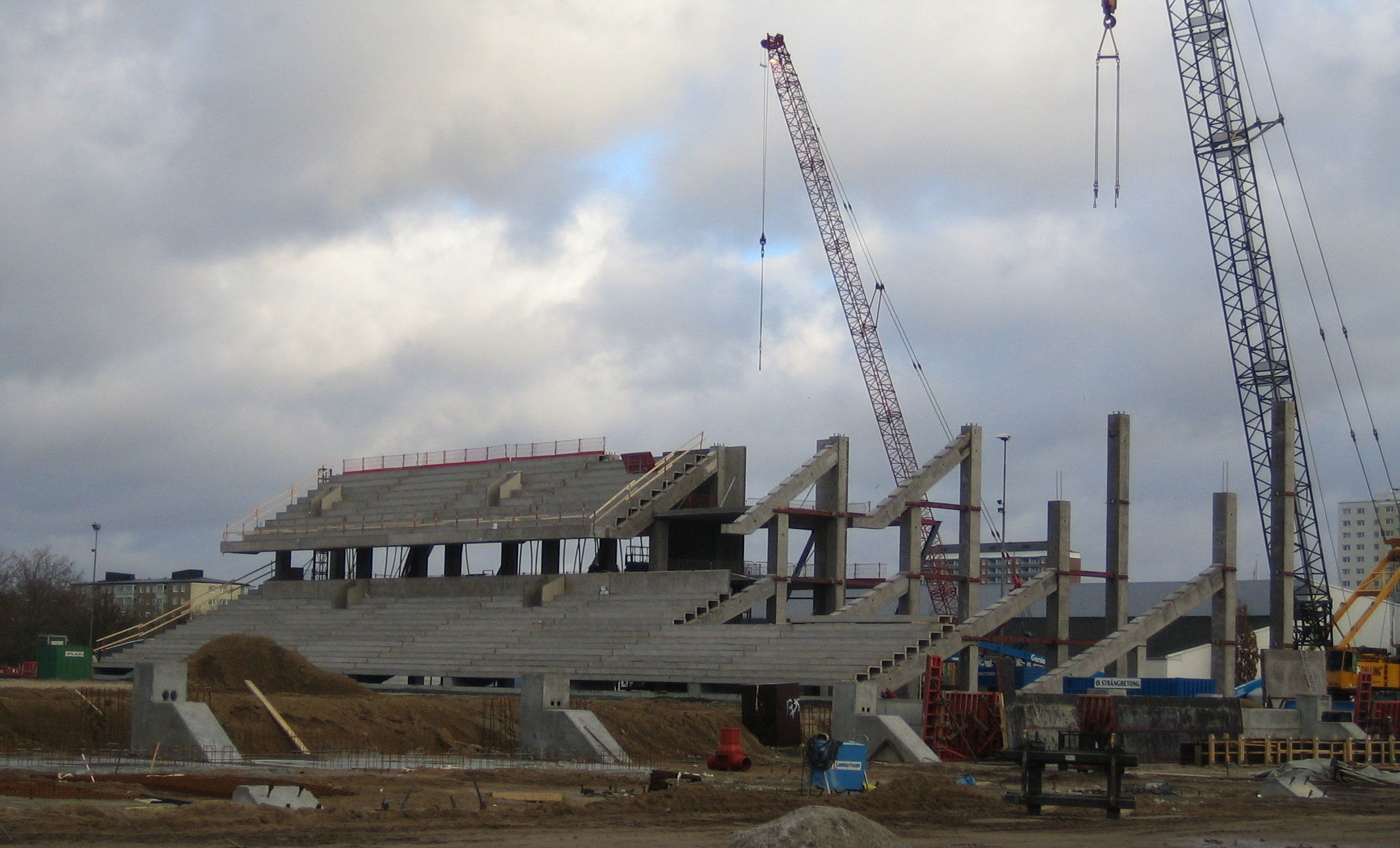
Tribune PEAB, décembre 2007